# 김현수 (1875년)
김현수(金顯洙, 1875년 ~ ?)는 대한제국 시기의 일본 유학생 출신으로 일제강점기에 조선총독부 중추원 참의를 지냈다.

## 생애
호세이 대학에 유학하여 법학을 공부했다. 1909년 호세이대 법과를 졸업하고 일본의 재판소에서 견습으로 근무하며 실무를 익힌 뒤 이듬해 귀국했다.
김현수가 일본 유학을 마치고 귀국한 해는 한일 병합 조약이 체결된 해로, 김현수는 곧바로 조선총독부 평양지방재판소의 서기로 임용되었다. 1921년에는 조선총독부 서기관이 되었고, 일본 정부로부터 한국병합기념장도 수여받았다.
1914년 평안남도 박천군의 군수로 발령받아 약 4년간 근무하였고, 1921년 중추원의 부찬의와 참의로 잇달아 임명되었다. 군수로 근무한 기간 중인 1915년 일본 정부의 다이쇼대례기념장을 받았고, 1917년에는 평북 지방토지조사위원회의 임시위원을 맡기도 했다.
김현수가 처음 부찬의가 된 것은 독립 운동가 양근환의 공격으로 사망한 민원식의 공석을 채운 것이었으나, 곧이어 중추원 편제가 개편되면서 참의에 재임명되었다. 판임관 6등인 재판소 서기로 이력을 시작하여 불과 10년 남짓한 기간에 조선인이 올라갈 수 있는 최고의 자리 중 하나인 중추원 참의가 된 것은 김현수의 일제 식민 통치에 대한 협력성을 짐작하게 하는 사례라는 분석도 있다.
2002년 발표된 친일파 708인 명단과 2008년 공개된 민족문제연구소의 친일인명사전 수록예정자 명단에 모두 수록되었으며, 2007년 대한민국 친일반민족행위진상규명위원회가 발표한 친일반민족행위 195인 명단에도 들어 있다.

## 같이 보기
- 조선총독부 중추원

## 참고자료
- 친일반민족행위진상규명위원회 (2007년 12월). 〈김현수〉 (PDF). 《2007년도 조사보고서 II - 친일반민족행위결정이유서》. 서울. 566~570쪽쪽. 발간등록번호 11-1560010-0000002-10. [깨진 링크(과거 내용 찾기)]